# Водолазные работы

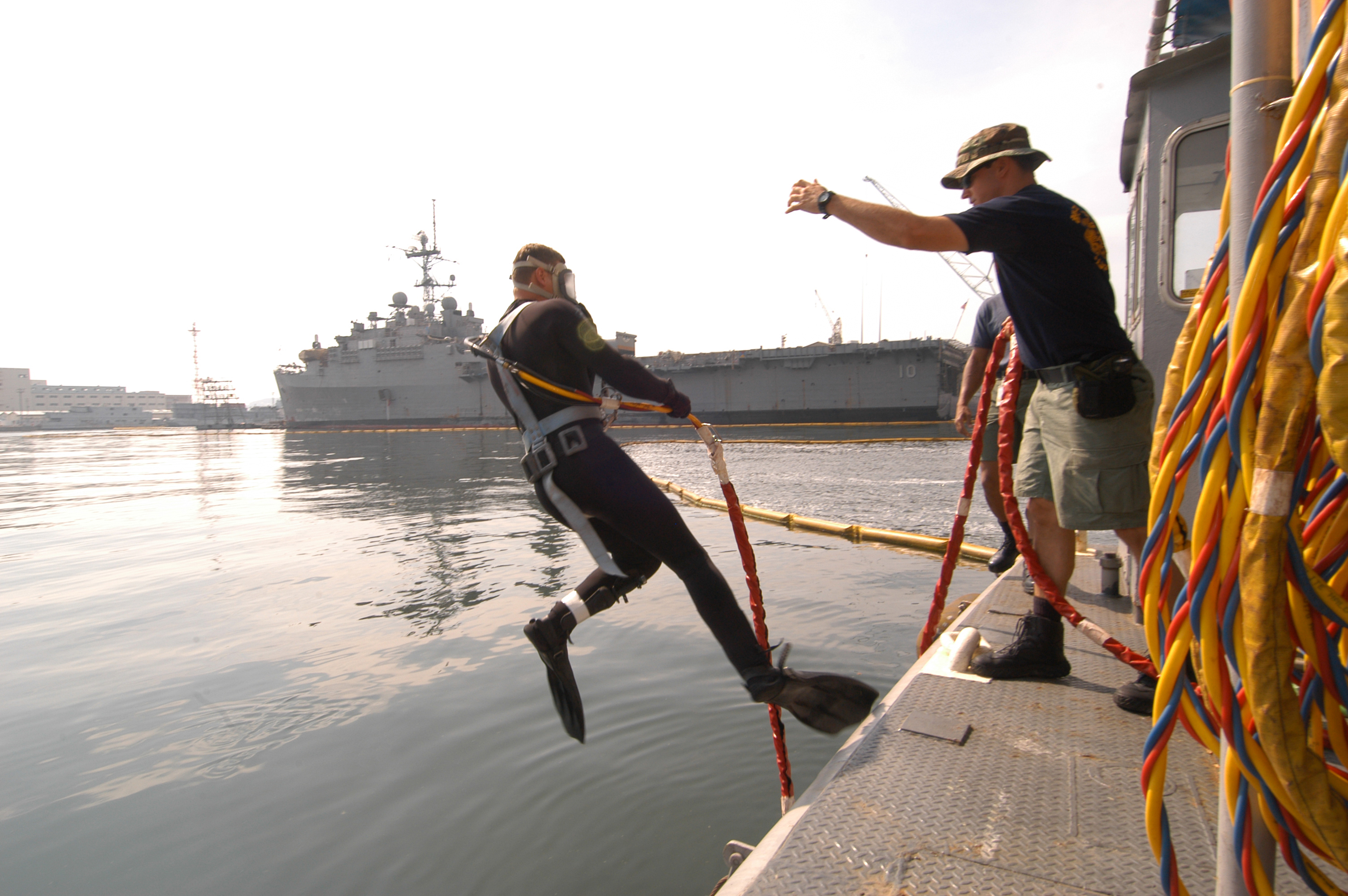
Легководолаз ВМС США

Водола́зные рабо́ты, профессиональный дайвинг — подводные погружения, выполняемые профессионалами за вознаграждение. В узком смысле — работы, выполняемые водолазом под водой в водолазном снаряжении.
Водола́зное де́ло — отрасль производственной деятельности, охватывающая аварийно-спасательные, монтажные и другие работы под водой и их материальное, научно-техническое и медицинское обеспечение.
При погружениях данного типа может использоваться весь спектр подводного снаряжения и техники, начиная от обычных аквалангов и заканчивая специализированным оборудованием и газовыми смесями.
Так как профессиональные водолазы (аквалангисты) часто погружаются в сложных и опасных (сложнотехнических) условиях, многие страны серьёзно подходят к вопросам регулирования профессиональных погружений. Профессиональные водолазы должны иметь более высокий уровень подготовки, более крепкое здоровье, более надёжное оборудование, чем в рекреационном дайвинге. 
Виды профессиональной деятельности водолазов определяются назначением организаций, использующих их, в частности:
- Гражданский дайвинг — ремонтные, инженерные[2], спасательные и другие подводные работы, проводимые в мирных целях.
- Коммерческий дайвинг — чаще всего комплекс работ по обеспечению и проведению рекреационных погружений. Разработка и проведение людей по туристическим маршрутам. Обеспечение безопасности.
- Подготовка дайверов — обучение и подготовка кадров. Может осуществляться, как в коммерческих, так и в профессиональных целях.
- Медиа-дайвинг — журналистика и кинематограф.
- Военные погружения — охрана и защита различных объектов, проведение диверсий на объектах противника, разведка, разминирование (в том числе см. флотские погружения) и прочие операции. (см. также Водолаз-разведчик, ПДСС.)
- «Флотские» погружения — обслуживание и ремонт кораблей, разминирование акваторий.
- «Полицейский» дайвинг — поиск улик под водой.
- Научные погружения — подводные исследования, подводная археология.
- и другие.